# Històries dels caçadors de monstres: A cavalcar!
Històries dels caçadors de monstres: A cavalcar! (モンスターハンター ストーリーズ RIDE ON, Monsutā Hantā Sutōrīzu Raido On), és una sèrie d'anime basada en la franquícia de Capcom Monster Hunter i més concretament l'spin-off Monster Hunter Stories. La sèrie ha estat feta per l'estudi David Production i ha estat dirigida per Mitsuru Hongo. Es va estrenar el 2 d'octubre de 2016 al Japó a la cadena de televisió Fuji TV. Es va estrenar a Catalunya el 15 d'abril de 2019 al Canal Super3.

## Argument
Els habitants del poble de Hakum tenen una habilitat que els converteix en perillosos davant de la resta del món, i que els obliga a viure apartats: són capaços d'establir un vincle molt fort amb alguns dels monstres que poblen la terra. Si es troben, es converteixen en riders, i el monstre, convertit en monstie, es posa a la seva disposició. L'objectiu d'aquests riders és combatre la Plaga Negra, una mena de pesta que s'estén per tot arreu i enfosqueix tot el que toca. Però la seva manera de fer-ho, honesta i lleial, no sempre es veurà amb bons ulls.

## Personatges
Lute (リュート, Ryūto)
Veu: Mutsumi Tamura (japonès), Xavier Castañer (català)
Un noi que vol convertir-se en el millor rider i que va créixer a Hakum d'ençà que van morir els seus pares. A diferència dels altres riders, va formar lligam amb un Rathalos (anomenat Ratha per ell) que va trobar ell en comptes de fer-ho amb un monstre donat pel poble.
Navirou (ナビル, Nabiru)
Veu: Mao Ichimichi (japonès), Lourdes Fabrés (català)
Un airou peculiar i egoista que va arribar accidentalment a Hakum i que no se'n va tornar a anar. Se'l coneix per les males dots de dirigir, el seu comportament estrany i la seva bogeria pels dònuts.
Lilia (リリア, Riria)
Veu: Minami Takahashi (japonès), Meritxell Sota (català)
Una dels millors amics d'en Lute. Se la coneix per les seves barreges d'objectes experimentals. Va renunciar a ser una rider com en Lute o en Cheval, però igualment vol explorar el món exterior més endavant.
Cheval (シュヴァル, Shuvaru)
Veu: Ryota Osaka (japonès), Marc Oriol (català)
Un dels amics millors d'en Lute, és més tranquil i reservat que Lute i Lilia. Els seus monsties són la Rathian (anomenada Rathi) i el Velocidrome.
Mille (ミル, Miru)
Veu: Ayaka Asai (japonès), Yolanda Gispert (català)
L'única noia rider del grup d'amics del Lute, té una actitud directa i sovint renya en Hyoro. Té un Aptonoth.
Hyoro (ヒョロ, Hyoro)
Veu: Michiyo Murase (japonès), Víctor Gómez (català)
Un rider amb poca confiança que va a la mateixa classe que en Lute. És el germà petit d'en Genie.
Avinia (アユリア, Ayuria)
Veu: Yui Makino (japonès), Mònica Padrós (català)
És una rider misteriosa i solitària. La coneixen el Lute i el Navirou a una muntanya neva després de separar-se del grup. El seu monstie és el Barioth.
Galerna (ゲイル, Geiru)
Veu: Natsuki Hanae (japonès), Miquel Roldán (català)
Integrant del misteriós grup dels 'Riders Negres'. Té una personalitat misteriosa, ja que té hostilitat però mostra compassió a l'enemic. És el germà de l'Avinia.
Cap Omna (オムナ村長, Omuna Sonchō)
Veu: Akio Nojima (japonès), Francesc Rocamora (català)
El cap de Hakum. Dirigeix el ritual del vincle dels riders.
Reverto (リヴェルト, Riveruto)
Veu: Tomokazu Sugita (japonès), Roger Vidal (català)
Un caçador de monstres que arriba a Hakum.
Dan (ダン先輩, Dan-senpai)
Veu: Junichi Yanagita (japonès), Germán José (català)
Ensenya els riders i és un membre respectat de la comunitat a Hakum.
Simone (シモーヌ, Shimōnu)
Veu: Nana Mizuki (japonès), Maria Romeu (català)
És la capitana dels escribes. Ve al poble per a estudiar la zona.

## Emissió
La sèrie es va estrenar el 2 d'octubre de 2016 a la nova franja horària diürna de Fuji TV a les 8:30 del matí, els diumenges al Japó. Més tard es va estrenar als canals de televisió UHB, OX, Tokai TV, KTV, OHK i TNC. El tema principal de l'anime, titulat "Panorama", és interpretat per Kanjani∞.
Es va estrenar a Catalunya el 15 d'abril de 2019 al Canal Super3.
| Temporada | Temporada | Episodis | Episodis | Dates d'emissió        | Dates d'emissió       | Dates d'emissió en català | Dates d'emissió en català |
| Temporada | Temporada | Episodis | Episodis | Primera emissió        | Última emissió        | Primera emissió           | Última emissió            |
| --------- | --------- | -------- | -------- | ---------------------- | --------------------- | ------------------------- | ------------------------- |
|           | 1         | 26       | 26       | 2 d'octubre de 2016    | 3 de setembre de 2017 | 15 d'abril de 2019        | 17 de juny de 2019        |
|           | 2         | 41       | 41       | 17 de setembre de 2017 | 25 de febrer de 2018  | 18 de juny de 2019        | 4 d'agost de 2019         |